# プレー空港
プレー空港（プレーくうこう、タイ語 : ท่าอากาศยานแพร่ 、英語 : Phrae Airport ）は、タイ王国北部、プレー県ムアンプレー郡にある空港。

## 施設
滑走路は01/19方向に1,500m (4,921 ft) の長さの物が1本あり、誘導路は無く航空機は滑走路の両端で折り返す。空港ターミナルビルにボーディング・ブリッジはなく乗客は搭乗検査後、徒歩にて駐機場まで向かう。

## 就航航空会社と就航都市

### 国内線
| 航空会社   | 就航地                     |
| ---------- | -------------------------- |
| ノックエア | ドンムアン空港（バンコク） |